# Clevid Dikamona
Clevid Dikamona, né le 23 juin 1990 à Caen, est un footballeur international congolais qui évolue au poste de défenseur central à l'Avant-Garde caennaise.

## Biographie
Né à Caen, Clevid a commencé sa carrière en 1997 avec le club de Caen Nord où il a passé deux saisons avant que le club connaisse un dépôt de bilan. Il a alors rejoint le club de l'US Guérinière où il a joué durant deux ans contre les équipes de jeunes de Caen. C'est durant l'un de ses matchs qu'il fut repéré par le superviseur français Gilles Deshors qui l'a invité à jouer pour le maillot caennais à partir de 2001. Il a connu toutes les équipes de jeune du club normand avant de rejoindre l'équipe réserve en 2008 à dix-huit ans. Après deux saisons avec la réserve caennaise, le club ne lui a pas proposé de contrat professionnel. 
À la suite de son départ de Caen, il est mis à l'essai par le LOSC. Il signe finalement en Ligue 2 en faveur du club du Havre AC un contrat de trois ans. Il connait ses débuts en professionnel en février 2011 contre Clermont Foot en remplaçant Mody Traoré. Il joue très peu de rencontres avec l'équipe une et fait plusieurs essais en Angleterre, à Sheffield Wednesday et à Nottingham Forest mais aucun accord n'a pu être trouvé entre les différents clubs. 
En novembre 2012, il est prêté en National à Fréjus jusqu'à la fin de la saison. Il devient un titulaire important dans le groupe varois qui participe à la lutte pour la montée en Ligue 2 mais échoue finalement à un point de l'adversaire corse du CA Bastia. 
À son retour au Havre, il résilie son contrat et s'engage en CFA2 avec Sedan, récemment rétrogradé de Ligue 2. La saison suivante, il rejoint le club du Poiré-sur-Vie alors en National. Le club vendéen connait une rétrogradation administrative en raison de problèmes financiers, ce qui le contraint à quitter le club et à aller s'entrainer avec l'UNFP. 
En août 2015, après un essai, il signe en Angleterre pour le club professionnel de Dagenham & Redbridge. Il fait son retour en France en juillet 2016 et signe un contrat de deux ans en faveur du club bressan de Bourg-en-Bresse.
A l'intersaison 2018, il participe au stage de l'UNFP destiné au joueurs sans contrat.
Le 6 août 2020, il rejoint Kilmarnock.
En juin 2021, il retourne à l'Avant-Garde caennaise.